# Richard Häußler
Richard Häußler (* 16. November 1962 in Ulm) ist ein deutscher Jurist. Er ist seit 2010 Richter am Bundesverwaltungsgericht, seit Mai 2017 Vorsitzender Richter.

## Leben
1993 begann Häußler seine richterliche Laufbahn am Verwaltungsgericht Augsburg. Von 1995 bis 2007 war er nacheinander wissenschaftlicher Mitarbeiter am Bundesverfassungsgericht und in der Kreisverwaltung des Kreises Augsburg sowie bei der Regierung von Schwaben tätig. Im Herbst 2007 wurde er zum Bayerischen Verwaltungsgerichtshof versetzt und 2010 zum Richter am Bundesverwaltungsgericht ernannt. Im Mai 2017 wurde er zum Vorsitzenden des 1. und 2. Wehrdienstsenat des Bundesverwaltungsgerichts bestimmt. Zudem ist er Vorsitzender des Fachsenats des Bundesverwaltungsgerichts.